# Joseph Süss Oppenheimer
Joseph Süß Oppenheimer, född 1698, död 4 februari 1738 i Stuttgart, var en judisk bankir och finansiell rådgivare, så kallad hovjude, åt hertig Karl Alexander av Württemberg.

## Biografi
Oppenheimer gjorde sig tidigt känd som en skicklig affärsman på lika områden. Han förvärvade en stor förmögenhet, varigenom hans makt och inflytande stärktes, även politiskt. När han fått hand om Württembergs finanser arbetade han intensivt för dess stärkande, bland annat ville han införa stadsmonopol på olika varor. Både hans gärningar och personlighet har blivit omstridda. Efter Karl Alexanders fall blev Oppenheimer anklagad för olika brott och ställd inför rätta i Stuttgart. Där dömdes han till döden och avrättades 1738.

## Eftermäle
Joseph Süss Oppenheimers liv har legat till grund för en kortroman, Jud Süß, av Wilhelm Hauff (1827), och en roman med samma titel av Lion Feuchtwanger (1925), samt två filmer, den brittiska Jew Süss (1934) och den tyska antisemitiska propagandafilmen Jud Süß (1940) av Veit Harlan.